# Xurabil ibne Assimete Alquindi
Xurabil ibne Assimete ibne Alaçuade Alquindi (em árabe: شرحبيل بن السمط بن الأسود الكندي; romaniz.: Xuraḥbīl ibn al-Simṭ ibn al-Aswad al-Kindī), comumente referido como ibne Assimete (ibn al-Simṭ), foi um comandante quindita no exército muçulmano contra o Império Sassânida na Batalha de Cadésia em 636 e mais tarde um membro baseado em Homs do círculo interno de Moáuia ibne Abi Sufiane durante o governo deste último na Síria (639–661) e então do califado (661–680).

## Vida
Xurabil era filho do chefe quindita Simete ibne Alaçuade. Após a morte do profeta islâmico Maomé, Xurabil e seu pai serviram lealmente ao nascente estado muçulmano baseado em Medina e lutaram com distinção durante as Guerras Rida contra as tribos árabes que desertaram. Como resultado, a estrela subiu em Medina às custas de Alaxate ibne Cais, um chefe quindita rival que lutou contra os muçulmanos em Rida e se arrependeu após sua derrota e captura no Iêmem. Em meados da década de 630, Simete desempenhou um papel na conquista muçulmana da Síria, Xurabil lutou na conquista muçulmana do Iraque. O comandante muçulmano geral da frente iraquiana, Sade ibne Abi Uacas, nomeou Xurabil como comandante da ala esquerda do exército muçulmano na decisiva Batalha de Cadésia em 636. Após a vitória sobre os sassânidas no Iraque, Xurabil foi nomeado por Sade o governador da capital sassânida em Ctesifonte (Almadaim em árabe). Ele se estabeleceu na recém-criada cidade-guarnição árabe de Cufa, mas emergiu como o quindita mais fraco contra Alaxate na rivalidade pela liderança da tribo na cidade, e mudou-se para se juntar a seu pai em Homs.
Depois de se mudar para a Síria, se tornou um partidário comprometido de seu governador Moáuia ibne Abi Sufiane durante o conflito deste último com o califa Ali baseado em Cufa (r. 656–661) na Primeira Guerra Civil Muçulmana. Serviu como um dos emissários de Moáuia a Ali em junho de 657, um mês antes da Batalha de Sifim, que terminou num impasse. Durante o califado de Moáuia (r. 661–680), era um membro do círculo interno do califa, embora no momento foi superado em influência por seu rival quindita sírio, Huceine ibne Numair Alçacuni. De fato, não há registro de Xurabil ou de sua família até a revolta de Iázide ibne Almoalabe no Iraque em 720 quando um filho não identificado de Xurabil foi feito prisioneiro e executado pelos rebeldes e novamente durante a Terceira Guerra Civil Muçulmana em 744, durante o qual um bisneto de Xurabil, Simete ibne Tabite ibne Iázide juntou-se a seu antigo rival Moáuia ibne Iázide, neto de Huceine ibne Omeir, em oposição ao califa Iázide III. Simete ibne Tabite foi posteriormente crucificado por liderar uma revolta em Homs contra Maruane II (r. 744–750).  Os descendentes de Xurabil, ou melhor, de seu pai, assumiram temporariamente o controle de Homs durante a Quarta Guerra Civil Muçulmana no início do século IX.